# سورگو (جم)
سورگو روستایی از توابع بخش ریز شهرستان جم استان بوشهر در جنوب ایران.
این روستا در دهستان انارستان قرار دارد و بر اساس سرشماری سال ۱۳۹۵ جمعیت آن زیر سه خانوار بوده‌است.